# フルクトース-1-リン酸
フルクトース-1-リン酸（フルクトース-1-リンさん、英: Fructose-1-phosphate）は、フルクトースの代謝物である。フルクトースは、腸から吸収されると、門脈から肝臓に達し、肝細胞に入るとグルコースよりも速やかにフルクトキナーゼによりリン酸化されてフルクトース-1-リン酸を生成し、フルクトース-1,6-ビスリン酸を経て解糖系に入り、ピルビン酸を生成する。
フルクトース-1-リン酸は、B型アルドラーゼによりグリセルアルデヒドとジヒドロキシアセトンリン酸（DHAP）に代謝される。